# 高殿社区

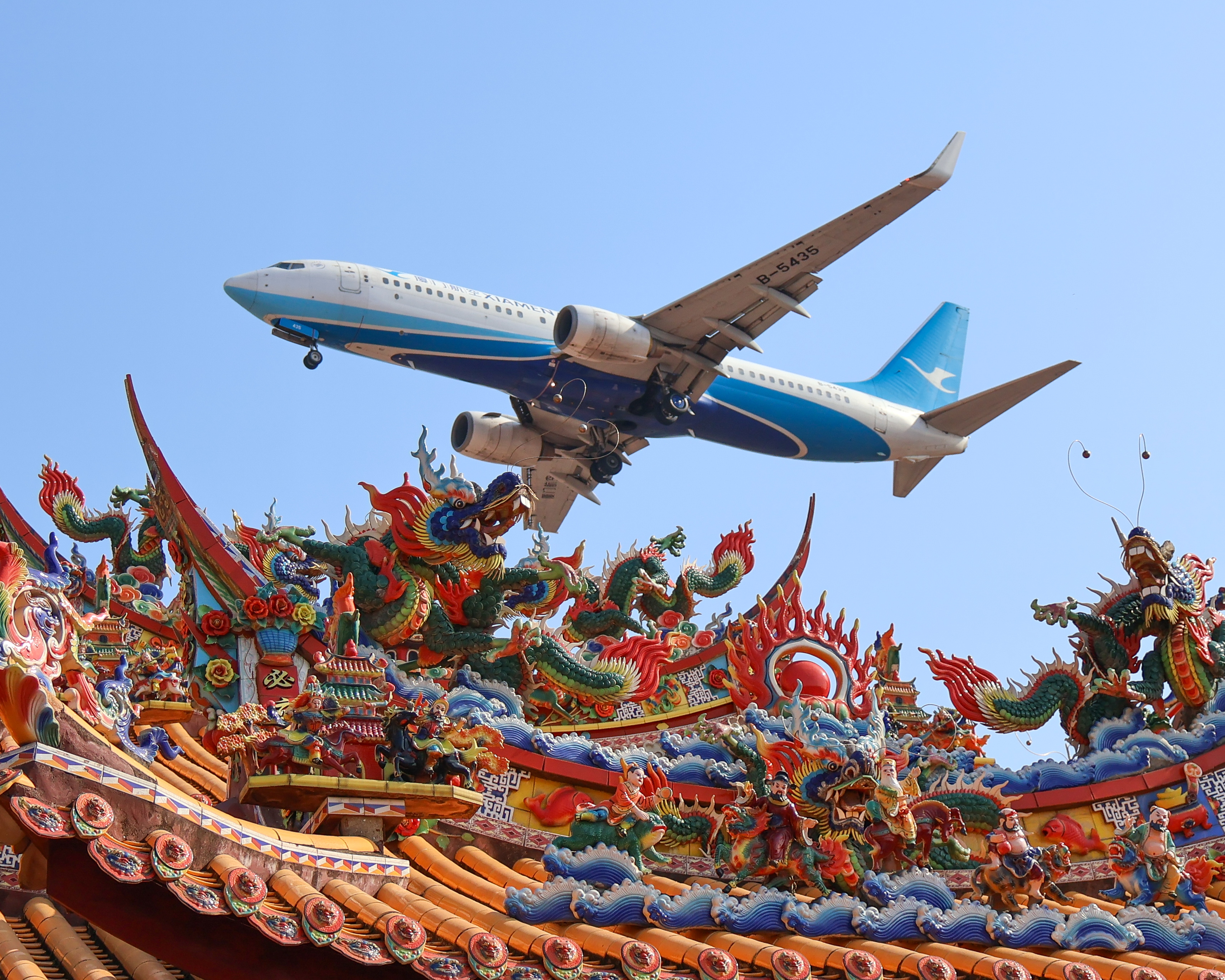
高殿社清水宫

高殿社區是中国福建省厦门市湖里区殿前街道下辖的一个居民委員會，下轄殿前、中埔、高崎3個自然村。

## 名稱來歷
以下轄自然村高崎、殿前自然村各取一字為名。民國初屬店前保，1949年屬高殿鄉，1956年成立支前高級農業合作社，1958年與湖里、蓮坂、江頭、後埔等大隊合併組成“五一”高級農業合作社。1958年10月公社化時，置為支前大隊，1961年劃入市辦亞熱帶植物實驗場，1963年歸屬前線公社。改稱高殿大隊，1984年改為高殿村委會（屬禾山鄉），2000年禾山鎮析設殿前街道，轄之。2003年改制為現名:81:183。